# 地本問屋

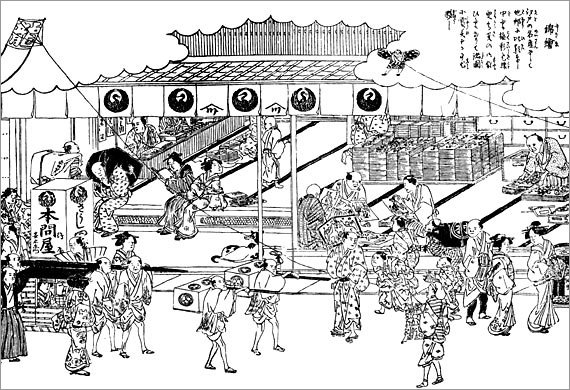
地本問屋
長谷川雪旦画

地本問屋（じほんどいや、じほんどんや）とは、寛文期（1661年 - 1673年）から江戸で始まった地本を企画、制作して販売した問屋。

## 概要
地本（じほん）とは、江戸で出版された大衆本の総称。洒落本・草双紙・読本・滑稽本・人情本・咄本・狂歌本などがあった。草双紙の内訳として、赤本・黒本・青本・黄表紙・合巻があった。また、浮世絵版画も企画出版しており、地本錦絵問屋、地本草紙問屋、絵草紙屋などともいわれ、板元または版元ともいわれる。
地本の言葉は、後述する歴史的背景のように、「読み本」が先立って京や大阪で流行し、後発で出版物の発行が盛んになった江戸界隈における地元志向の高まりに由るものとされる。地本問屋で本を購入する際は、立ち読みができないので、注文があると手代や番頭が、奥から本を持ち出し、あらすじを聞かせて購入を判断させたが、お抱えの作家を雇う方式だったため、他所の地本屋が抱えた作家本は取り扱えなかった。そのため、様々な作家の本が読みたい庶民は、定価の6分の1ほどで借りられる貸本を利用することが多かった。地本屋は貸本屋とも緊密な関係を持ち、本を出す際は、契約する貸本屋に注文数を問い合わせた上で、売り残らないよう数を調整してから発行した。

## 歴史
日本の商業出版は、元和期（1615年 - 1624年）に京都で始まった。初期は仏書・儒書・史書・軍記・伝記・医書など硬い本に偏り、それらを『物之本』と言ったが、明暦・万治（1655年 - 1661年）頃からは、俳諧書、浄瑠璃本、仮名草子、御伽草子などの娯楽本も出始めた。
江戸では、松会市郎兵衛ら地元の店はまだ少なく、京都からの出店が本店の本を売り、それらを『下り本』と呼んだが、寛文期（1661年- 1673年）から草双紙が出版され始め、それを含め、江戸で作って売る娯楽本を、『地本』『江戸地本』、を扱う本屋を『地本問屋』と呼んだ。『地本問屋』に対し、物之本を作って売る店は『書物問屋』と言われた。京や大坂では地本問屋は書物問屋の管理下におかれていたが、江戸においては地本問屋に対しての書物問屋という捉え方であった。江戸時代の本屋は、編集と製本と小売と取り次ぎを行い、古書も扱った。また、浮世絵木版画の創始期における墨摺絵や丹絵の時代では地本問屋と書物問屋の区別は明確ではなかった。地本問屋は、錦絵などの浮世絵木版画や双六なども摺って売ったため、地本草紙問屋とも言われたほか、絵草紙屋などとも言われた。
京都では特に区別がなかったが、江戸においては草双紙などを扱う地本問屋と、物之本を扱う書物問屋が明確に区別されるようになったのは出版関係の株仲間組織が結成される享保期以降であった。体制批判や風紀紊乱を警戒して、江戸幕府は天和期（1681年 - 1684年）期から出版統制に乗り出し、それの実効的な法令は、1722年（享保7年）の大岡忠相の『寅年の禁令』で、その一環として、まず従来陰で動いていた物之本屋の『仲間』（同業者組合）を公認した。そこでは、互選した行司（世話役）が、仲間の出版の可否を自主的に審査し、それは海賊版の流通を防いで、会員の利にも繋がった。『書物問屋仲間』は晴れて動き出したが、『地本問屋仲間』の方は、寛政の改革下の寛政2年（1790年）にようやく20名の問屋によりできた。この時から町奉行の管轄下におかれ、改印（あらためいん）という問屋同士による検閲印が天保13年まで錦絵の画面上に押印されるようになった。この頃、戯作者の朋誠堂喜三二と恋川春町が執筆をやめ、蔦屋重三郎と山東京伝が罰せられた。
改革後の文化文政（1801年 - 1820年）期は、地本も盛り、十返舎一九の『東海道中膝栗毛』、式亭三馬の『浮世風呂』、曲亭馬琴の『南総里見八犬伝』、柳亭種彦の『偐紫田舎源氏』などが地本問屋を潤わせ、また、葛飾北斎・歌川国貞・渓斎英泉・歌川広重・歌川国芳・東洲斎写楽らの浮世絵が、店先を賑わわせた。
天保の改革が始まり、株仲間解散令が発布された天保12年（1841年）12月13日には排他的との理由で、各業界の『仲間』が解散、この時の加盟問屋数は29名であった。そして改革の副作用として地本問屋の開業が自由になり、解散令が撤回されたのちの嘉永4年（1851年）に地本問屋は164軒と、解散前の5倍以上になった。この天保12年12月以前から営業していた版元を古組といい、新しい版元を新組といった。しかし、天保の改革の余波で天保13年（1842年）6月に出された出版条例により為永春水（1841年）と柳亭種彦（1842年）は処罰されたうえ没し、曲亭馬琴（1848年）も去り、地本の作者陣は淋しくなった。同天保13年（1842年）からは改印も名主による直接検閲となり、安政5年（1858年）1月まで行われた。同年2月から再び自主検閲となった。
やがて幕末になると諸外国が開港を迫り、勤王・佐幕の騒ぎを経て明治となり、太政官日誌・政府の職員録・教科書作りなどに転身する問屋もあったが、台頭した活版印刷の陰に埋もれて行った。やがて、寛政以来の地本問屋株仲間も解散となり、明治7年（1874年）には新たに東京地本彫画営業組合が形成された。また明治8年（1875年）9月に新聞紙条例が発布されると、従来の改印制度が廃止され、錦絵においても出版届出年月日、画作者、版元の住所氏名を明記することが必修となった。明治期に開業した地本問屋も秋山武右衛門、児玉又七、武川清吉など多く存在しており、東京の地本問屋は何れも土蔵造りの店舗を持った相当の店舗であり、代々の商売を継ぐおっとりとした主人も居れば、商才に長けて新時代の嗜好に合う作品を発行する店もあった。しかし、江戸名物といわれた地本問屋も日清戦争、日露戦争のころには最後の時を迎えている。大倉孫兵衛、荒川藤兵衛は紙問屋へ移行し、辻岡文助、綱島亀吉は田舎向きの出版屋になった。また、山中市兵衛、5代目松木平吉を始め大部分の店は懐かしい浮世絵を残したが、明治40年代以降には新版の錦絵を出版する店も5代目松木平吉と2代目秋山武右衛門のみで、日本橋区、京橋区、神田区、浅草区、下谷区、芝区、本所区などにあった大店と呼ばれた問屋も書籍、団扇、扇子、チラシ、ポスター、絵葉書などといった新しい商品を扱うようになっていった。
その後、大正期には旧版による複製版画が多数出版されるようになっていった。検閲を経て彫りだされた錦絵は店先で縄を張り、竹ピンで吊り下げられ、町行く人に新版が目立つように売り出されていったが、このような古風な絵草紙屋も大正12年（1923年）の関東大震災によって潰れ、昭和と改元された頃にはもう姿を消していた。

## 地本問屋と刊行本（抄）
次のような店が興亡した。太字は、書物問屋・地本問屋の両方の『仲間』に入っていた本屋。本屋は日本橋通り沿いに多かった。
- 正本屋九左衛門、日本橋大伝馬町

富川房信・鳥居清信：『風流鱗魚退治』（1745年）（黒本）
- 星運堂 花屋久次郎（旧次郎とも）、下谷五条天神裏

柄井川柳・呉陵軒可有：『俳風柳多留』24篇（1765年 - 1791年）（川柳本）
柄井川柳：『俳風末摘花』4冊（1776年 - 1801年）（川柳本）
- 鶴鱗堂 鱗形屋三左衛門、日本橋大伝馬町三丁目

菱川師宣画：枕絵本類（1676年 - ）（浮世絵）
恋川春町作・画：『金金先生栄花夢』（1775年）（黄表紙）
- 仙鶴堂 鶴屋喜右衛門、日本橋通油町（京都店の出店として開店）

北尾政演：『御存知商売物』（1782年）（黄表紙）
柳亭種彦作・歌川国貞画：『偐紫田舎源氏』（1829年 - 1842年）（合巻）
歌川広重画：『東海道五十三次』（1833年 - 1834年）（浮世絵）（保永堂との合板）
- 甘泉堂 和泉屋市兵衛、芝神明前三島町

歌川豊国：『役者舞台之姿絵』（1794年 - 1796年頃）（浮世絵）
南仙笑楚満人作・歌川豊国画：『敵討義女英』（1795年）（青本）
曲亭馬琴作・渓斎英泉画：『金毘羅船利生纜』（1825年 - 1831年）（合巻）
曲亭馬琴作、歌川国安画：『新編金瓶梅』（1831年 - 1847年）（合巻）
美図垣笑顔作・歌川豊国画：『児雷也豪傑譚』（1847年）（合巻）
- 耕書堂 蔦屋重三郎、新吉原五十間道→日本橋通油町

朋誠堂喜三二作・恋川春町画：『親敵討腹鼓』（1777年）（黄表紙）
山東京伝：『江戸生艶気樺焼』（1785年）（黄表紙）
太田蜀山人編・喜多川歌麿画：『画本虫撰』（1787年）（狂歌本）
朋誠堂喜三二作・喜多川行麿画：『文武二道万石通』（1788年）（黄表紙）
恋川春町作・画：『鸚鵡返文武二道』（1789年）（黄表紙）
山東京伝：『娼妓絹籭』（1791年）（洒落本）
山東京伝：『錦之裏』（1791年）（洒落本）
山東京伝：『仕懸文庫』（1791年）（洒落本）
東洲斎写楽：一連の『役者絵』（1794年 -1795年）（浮世絵）
山東京伝：『御誂染長寿小紋』（1802年）（黄表紙）
- 大和田安兵衛、大伝馬町二丁目

山東京伝作・画：『心学早染艸』（1790年）（黄表紙）
- 春松軒 西宮新六、本材木町一丁目

式亭三馬：『侠太平記向鉢巻』（1799年）（黄表紙）
式亭三馬作・画：『稗史億説年代記』（1802年）（黄表紙）
式亭三馬作・歌川豊広画：『親讐胯膏薬』（1805年）（黄表紙）
式亭三馬作・歌川豊国画：『雷太郎強悪物語』（1806年）（合巻）
- 栄邑堂 村田屋治郎兵衛、通油北側→横山一丁目→田所町新町→深川佐賀町

喜多川歌麿：『娘日時計』（1800年頃）（浮世絵）
十返舎一九作・画：『的中地本問屋』（1802年）（黄表紙）
十返舎一九作・画：『東海道中膝栗毛』（1802年 - 1822年）（滑稽本）
- 永寿堂 西村屋与八、馬喰町二丁目角

柳亭種彦作、葛飾北嵩画：『鱸庖丁青砥切味』（1811年）（合巻）
柳亭種彦作・歌川国貞画：『正本製』（1815年 - 1831年）（合巻）
為永春水作・春川英笑画：『腹内窺機関』（1826年）（合巻）
為永春水作・柳川重山画：『梅花春水』（1826年）（読本）
葛飾北斎：『冨嶽三十六景』（1830年頃 - ）（浮世絵）
為永春水作・柳川重信画：『春色梅児誉美』（1832年 - 1833年）（人情本）
為永春水作・歌川国直画：『春色辰巳園』（1833年）（人情本）
- 双鶴堂 鶴屋金助、田所町→人形町通新乗物丁

喜多川歌麿：『教訓親の目鑑』（10枚）（1802年頃）（浮世絵）
式亭三馬作・歌川国直画：『浮世床』（1813年 - 1814年）（滑稽本）
- 文刻堂 西村源六、日本橋本石町十軒店

式亭三馬作・北川美丸画：『浮世風呂』（1809年 - 1810年）（滑稽本）
- 文渓堂 丁字屋平兵衛、大伝馬町

曲亭馬琴：『南総里見八犬伝』（1814年 - 1842年）（読本）
為永春水作・歌川国直画：『玉川日記 前後編』（1828年）（人情本）
為永春水作・歌川国直画：『春告鳥』（1837年）（人情本）

## 関連文献
- 十返舎一九 画『的中地本問屋 : 2巻』村田屋次郎兵衛、享和2（1802年）。
- 小池正胤、宇田敏彦、中山右尚、棚橋正博 編『江戸の戯作絵本 続 巻2』社会思想社〈現代教養文庫 1108〉、1985年7月。
- 『作者胎内十月図 付 腹之内戯作種本 的中地本問屋』河出書房新社〈江戸戯作文庫〉、1987年3月。